# جری لالر
جری لالر (انگلیسی: Jerry Lawler؛ زادهٔ ۲۹ نوامبر ۱۹۴۹) کشتی‌گیر کشتی حرفه‌ای، هنرپیشه، موسیقی‌دان، صاحب‌نظر، و پادکست‌ساز اهل ایالات متحده آمریکا است.
از فیلم‌ها یا برنامه‌های تلویزیونی که وی در آن نقش داشته‌است می‌توان به دبلیودبلیوئی را، مرد روی ماه اشاره کرد.
وی همچنین برندهٔ جوایزی همچون تالار شهرت دبلیو دبلیو ای شده‌است.